# آچوکلانی (پونو)
آچوکلانی (به اسپانیایی: Achucallani) یک کوه در پرو است که در Peru, Puno Region واقع شده‌است. آچوکلانی ۵٬۰۰۰ متر بالاتر از سطح دریا واقع شده‌است.